# سوتل باري
سوتل باري (الاسم العلمي:Dasylirion parryanum) هو نوع من النباتات يتبع جنس السوتل من الفصيلة الهليونية.